# Refraktometria
A refraktometria a törésmutató mérésén alapuló minőségi és mennyiségi analitikai vizsgálati módszer. Elsősorban folyadékok elemzésére használatos, de gázok és szilárd anyagok is vizsgálhatók.
A törésmutató mérése során ügyelni kell arra, hogy a törésmutató az anyagi minőségen kívül több más paramétertől is függ. A szilárd anyagok törésmutatója a hőmérséklet emelésével nő, a folyadékoké pedig csökken. A törésmutató függ a fény hullámhosszától is (ez a diszperzió jelensége), valamint nagyon kis mértékben a nyomástól is, de ez utóbbi a gyakorlatban elhanyagolható. A törésmutató megadásakor emiatt fel szokás tüntetni a vizsgált hullámhosszt vagy spektrumvonalat (alsó indexben) és a hőmérsékletet (felső indexben): az {\displaystyle n_{D}^{20}\ } például a nátrium D-vonalán 20°C-on mért törésmutatót jelenti.
Refraktometriás méréssel azonosíthatók növényi zsírok, gyorsan meghatározható vérszérum és más testnedvek fehérjetartalma.
Léteznek kézi refraktométerek oldatok cukor- és sótartalmának méréséhez, bor, fékolaj, gépkocsi fagyálló folyadék és akkumulátor sav stb. ellenőrzéséhez.
A fentieken kívül (folyadék)kromatográfiás detektorként is alkalmazzák, mint általános, bár nem túl nagy érzékenységű detektort (RI detektor).